# Bourgmestre suppléant
Un bourgmestre suppléant, également appelé bourgmestre par intérim en Belgique ou encore bourgmestre faisant-fonction (ff) au Luxembourg, est un remplaçant temporaire du bourgmestre quand celui-ci doit s'absenter pendant une courte période de la vie politique communale.

## Belgique
Un bourgmestre suppléant est désigné par le bourgmestre en cas d'absence courte et temporaire de celui-ci en exercice (maladie, vacances). En pratique, ce sera le deuxième qui aura eu le plus de voix électorales.
En cas de décès (soudain), de licenciement ou d'impossibilité pour le bourgmestre de désigner quelqu'un, le collège communal nommera un bourgmestre par intérim, généralement aussi le deuxième qui aura eu le plus de voix électorales.
Le cumul d'une fonction de bourgmestre et d'un poste de ministre n'étant plus autorisé, un adjoint est nommé par le bourgmestre pour la durée de son mandat ministériel. La nomination de l'adjoint expire dès que le bourgmestre n'est plus ministre et peut alors reprendre son poste de bourgmestre à plein temps.
Pendant la Seconde Guerre mondiale , avec l'approbation des forces d'occupation, des bourgmestres ont été nommés à la place de ceux qui ne pouvaient pas remplir les conditions légales (respect de la durée statutaire de résidence dans la commune, nomination par le conseil municipal, nomination par arrêté royal). Leur nombre est devenu important après que l'occupant a imposé une limite d'âge de 60 ans, de sorte que de nombreux bourgmestres en exercice ont dû arrêter.
La nomination des bourgmestres de guerre par le secrétaire général du ministère de l'Intérieur, par arrêté ou avec l'approbation des forces d'occupation, a été considérée comme illégale par le gouvernement belge à Londres et dès la libération du pays, ils ont été démis de leurs fonctions.
Les anciens bourgmestres légitimes, s'ils étaient encore disponibles, ont repris automatiquement leurs fonctions et ont été inscrits sur la liste des bourgmestres légitimes, comme s'ils avaient exercé leurs fonctions sans interruption pendant toute la guerre. Pour information, dans les listes chronologiques des bourgmestres, les bourgmestres de guerre étaient parfois classés par ordre subordonné.

## Luxembourg
Selon l'article 64 de la loi communale modifiée du 13 décembre 1988 : « En cas de maladie, absence ou autre empêchement, le bourgmestre délègue un échevin pour le remplacer, et en informe l'autorité immédiatement supérieure ; à défaut de délégation, le service passe à un échevin suivant l'ordre établi par l'article 40 de la présente loi ».

## Pays-Bas
Cela peut se produire, par exemple, si le bourgmestre sortant est absent pendant une longue période en raison d'une maladie grave. Même s'il n'y a pas de bourgmestre pendant une période plus longue dans le cas où l'ancien bourgmestre aurait été démis de ses fonctions ou serait décédé (soudainement) et qu'aucun successeur n'aurait encore été nommé, un bourgmestre suppléant est généralement nommé.
Les bourgmestres par intérim sont souvent recrutés parmi un groupe d'anciens bourgmestres expérimentés qui sont à la retraite . Parfois, le bourgmestre d'une autre commune est nommé bourgmestre suppléant. Une telle personne doit alors exercé sa fonction dans les deux communes à la fois
Un bourgmestre suppléant est nommé par le commissaire du roi et remplace intégralement le bourgmestre, c'est-à-dire à la fois en qualité de bourgmestre, en qualité de président du collège et (contrairement à un échevin ) également en qualité de président du conseil communale.

## Littérature
- Nico WOUTERS, maires de guerre 40/44. Gouvernement local et collaboration en Belgique , Tielt, Lannoo, 2004.